# 耳管開放症

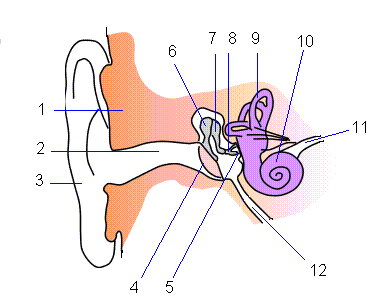
耳の模式図
1:頭蓋骨 2:外耳道 3:耳介 4:鼓膜 5:卵円孔 6:ツチ骨 7:キヌタ骨 8:アブミ骨 9:前庭 10:蝸牛 11:聴神経 12:耳管

耳管開放症（じかんかいほうしょう、英: Patulous Eustachian tube）とは、通常は閉鎖されている耳管が開放されたままの状態になり、耳閉感や自声強聴（自分の声が大きく聞こえる）などの症状を引き起こす疾患である。鼻すすり型耳管開放症患者(鼻を啜らなければ通常に戻らない状態)は、通常の耳管より異常に軟らかい。

## 定義（概念）
耳管は鼻咽腔と中耳腔をつないでいる管で、大気と中耳腔の圧調整を行っている。嚥下運動を行うと耳管が短時間開放する。耳管開放症はジャーゴによって1867年に初めて報告された病気であり、耳管が開放されたままの状態になり症状が出る。

## 頻度
ゾルナー(1937)は0.3%、フィッシュバーグ(1970)は7%、ミュンカー(1980)は6.6%と報告している。小林（2005)は1%の有病率と報告している。

## 原因
発症機序は不明であるが、誘因として体重減少(ダイエット)、妊娠や経口ピル、中耳炎、運動、放射線照射、顎関節症、頸部自律神経異常、吹奏楽器演奏が報告されている。その原因となる基礎疾患としては、高度の体重減少、ロイマ、多発性硬化症、パーキンソン病、ポリオ、性ホルモン連用、放射線照射があげられている。しかしながら実際の耳鼻咽喉科診療において、これらの基礎疾患が認められないにもかかわらず、耳管開放症と診断せざるを得ない症例も存在する。

## 症状
耳閉感、自声強聴（自分の声が大きく聞こえる）、自分の呼吸音の聴取が典型的な症状であるが、ロビンソン(1989)は低音域の難聴、非回転性めまいが起こる事を報告しており、耳痛、音程のずれなどの症状も起こる。前屈や仰臥位でこれらの症状が軽快消失する事がある。６ヶ月以上の保存治療で効果がない場合、難治性難病とする。（難病指定はされていない）

## 検査
- 鼓膜の視診
- 聴力検査
- インピーダンスオージオメータ
- 耳管機能検査装置

## 診断
- オトスコープで患者の呼吸音や音声が異常に大きく聞こえるか聴取する。
- 顕微鏡下で呼吸時の鼓膜の呼吸性動揺を観察する。
- インピーダンスオージオメータで呼吸時の鼓膜の呼吸性動揺を確認する。
- 耳管機能検査装置で耳管の開放状態を確認する。

## 治療

### 保存療法
- 加味帰脾湯（石川　1994）
- 補中益気湯（斉藤　竹越　1994）
- 生理的食塩水点鼻（シャンボー　1938）
- 咽頭口からの薬剤噴霧、注入（ルゴール、プロタルゴール、ベゾルト末、小川液）
- 咽頭口粘膜下への注入（コラーゲン、脂肪組織）
- 鼓膜パッチ
- スカーフ療法

### 手術
- 経鼓膜チューブ留置
- 耳管内腔充填（軟骨、耳管ピン、カテーテル、軟組織）
- 人工耳管（守田　2004）

## 診療科
- 耳鼻科・耳鼻咽喉科